# Código de Justiniano
El Código de Justiniano (en latín, Codex Iustinianus) es una recopilación de constituciones imperiales promulgada por el emperador Justiniano, en una primera versión, el 7 de abril de 529, y en una segunda, el 17 de noviembre de 537. Esta segunda versión forma parte del denominado Corpus Iuris Civilis.
Este Código no fue la primera obra elaborada dentro del proceso recopilador de leyes romanas. Fue preparado por una comisión de juristas, presidida por Triboniano, comenzando sus labores en febrero de 528. Los comisionados debían recopilar las constituciones imperiales vigentes en la época, pudiendo utilizar obras anteriores como el Código Teodosiano del año 438, de carácter oficial, el Código Gregoriano de 293 y el Hermogeniano (291-323 d. C.), de carácter privado. Con la promulgación de este código se dejaron sin efecto los anteriores.
Este código recoge una constitución imperial muy importante en el mundo romano, que es la de Caracalla, la Constituto antoniana (212 d. C.), que concedió la ciudadanía a todos los habitantes del imperio.
Debido a las reformas efectuadas por Justiniano, fue necesario actualizarlo hacia el año 533. Una comisión presidida nuevamente por Triboniano debió agregar todas las nuevas constituciones imperiales dictadas por Justiniano al "primer" Código, recibiendo la facultad de interpolarlas o modificarlas para su adecuada incorporación.
El 15 de noviembre de 533 de 534 –en fecha posterior al Digesto– se promulgó el "segundo" Código de Justiniano (denominado en ocasiones Codex repetitae praelectionis), quedando derogado el anterior y prohibida su alegación. Está estructurado en 12 libros, divididos en títulos, que contienen las constituciones.